# 1985年全豪オープン
1985年 全豪オープン（1985ねんぜんごうオープン、Australian Open 1985）は、オーストラリア・メルボルン市内にある「クーヨン・テニスクラブ」にて、1985年11月25日から12月8日まで開催された。

## 大会の流れ
- 男子シングルスは「96名」の選手による7回戦制で行われ、シード選手16名を含む32名の上位選手は「1回戦不戦勝」（抽選表では“Bye”と表示）があった。男子シード選手の初戦敗退は「2回戦＝初戦」と表記する。女子シングルスは「64名」の選手による6回戦制で行われた。
- 混合ダブルスは、1970年からこの年まで競技の実施が中止されていた。したがって、記事中の「決勝戦の結果」に混合ダブルスはなく、4部門のみの記載になる。
- 会場移転の決定による開催時期の変更により（1985年12月 → 1987年1月）、「1986年全豪オープン」は開催されなかった。

## シード選手

### 男子シングルス
1. イワン・レンドル　（ベスト4）
2. ジョン・マッケンロー　（ベスト8）
3. マッツ・ビランデル　（準優勝）
4. ボリス・ベッカー　（2回戦＝初戦）
5. ステファン・エドベリ　（初優勝）
6. ヨハン・クリーク　（ベスト8）
7. ヨアキム・ニーストロム　（4回戦）
8. ティム・メイヨット　（4回戦）
9. スコット・デービス　（2回戦＝初戦）
10. ブラッド・ギルバート　（3回戦）
11. トマシュ・スミッド　（2回戦＝初戦）
12. ポール・アナコーン　（3回戦）
13. アンリ・ルコント　（4回戦）
14. ヘンリク・スンドストローム　（2回戦＝初戦）
15. デビッド・ペイト　（2回戦＝初戦）
16. グレグ・ホームズ　（2回戦＝初戦）

### 女子シングルス
1. クリス・エバート・ロイド　（準優勝）
2. マルチナ・ナブラチロワ　（優勝、2年ぶり3度目）
3. ハナ・マンドリコワ　（ベスト4）
4. パム・シュライバー　（3回戦）
5. クラウディア・コーデ＝キルシュ　（ベスト4）
6. ジーナ・ガリソン　（ベスト8）
7. マニュエラ・マレーバ　（ベスト8）
8. ヘレナ・スコバ　（ベスト8）
9. ウェンディ・ターンブル　（3回戦）
10. カタリナ・リンドクイスト　（ベスト8）
11. バーバラ・ポッター　（2回戦）
12. ベッティーナ・バンジ　（1回戦）
13. ジョー・デュリー　（3回戦）
14. リサ・ボンダー　（2回戦）
15. パスカル・パラディス　（1回戦）
16. カテリナ・マレーバ　（3回戦）

## 大会経過

### 男子シングルス
準々決勝
- イワン・レンドル vs.  ジョン・ロイド　7-6, 6-2, 6-1
- ステファン・エドベリ vs.  ミキエル・シャパース　6-0, 7-5, 6-4
- マッツ・ビランデル vs.  ヨハン・クリーク　6-3, 7-5, 6-2
- スロボダン・ジボイノビッチ vs.  ジョン・マッケンロー　2-6, 6-3, 1-6, 6-4, 6-0

準決勝
- ステファン・エドベリ vs.  イワン・レンドル　6-7, 7-5, 6-1, 4-6, 9-7
- マッツ・ビランデル vs.  スロボダン・ジボイノビッチ　7-5, 6-1, 6-3

### 女子シングルス
準々決勝
- クリス・エバート・ロイド vs.  マニュエラ・マレーバ　6-3, 6-3
- クラウディア・コーデ＝キルシュ vs.  カタリナ・リンドクイスト　6-4, 6-0
- ハナ・マンドリコワ vs.  ジーナ・ガリソン　2-6, 6-3, 6-3
- マルチナ・ナブラチロワ vs.  ヘレナ・スコバ　6-2, 6-2

準決勝
- クリス・エバート・ロイド vs.  クラウディア・コーデ＝キルシュ　6-1, 7-6
- マルチナ・ナブラチロワ vs.  ハナ・マンドリコワ　6-7, 6-1, 6-4

## 決勝戦の結果
男子シングルス
- ステファン・エドベリ vs.  マッツ・ビランデル　6-4, 6-3, 6-3

女子シングルス
- マルチナ・ナブラチロワ vs.  クリス・エバート・ロイド　6-2, 4-6, 6-2

男子ダブルス
- ポール・アナコーン＆ クリスト・バン・レンスバーグ vs.  マーク・エドモンドソン＆ キム・ウォーウィック　3-6, 7-6, 6-4, 6-4

女子ダブルス
- マルチナ・ナブラチロワ＆ パム・シュライバー vs.  クラウディア・コーデ＝キルシュ＆ ヘレナ・スコバ　6-3, 6-4